# Bukovik (Nova Varoš)
Pour les articles homonymes, voir Bukovik.
Bukovik (en serbe cyrillique : Буковик) est un village de Serbie situé dans la municipalité de Nova Varoš, district de Zlatibor. Au recensement de 2011, il comptait 243 habitants.

## Démographie
| 1948 | 1953  | 1961 | 1971 | 1981 | 1991 | 2002 | 2011 |
| ---- | ----- | ---- | ---- | ---- | ---- | ---- | ---- |
| 934  | 1 032 | 969  | 791  | 575  | 384  | 311  | 243  |

|  |